# Legione reale leggera
La legione reale leggera fu un corpo militare del Regno di Sardegna.

## Storia
Venne istituito il 9 settembre 1817 con compiti di fanteria leggera in tempo di guerra e di vigilanza al confine in tempo di pace, in cooperazione con il corpo dei preposti doganali.
La coesistenza di due organismi che, seppure con organizzazione differente, avevano compiti non dissimili, determinò subito una serie di problematiche e attriti, complicati dal fatto che nella legione erano stati immessi in percentuale rilevante reduci delle armate napoleoniche.
Tali problemi esplosero in occasione dei moti del 1821, quando i reparti della legione si evidenziarono per la scarsa fedeltà alla monarchia sabauda. Il 12 giugno 1821 il reparto fu dapprima ridimensionato, poi sollevato dal servizio di vigilanza al confine e successivamente, nel dicembre dello stesso anno, soppresso nel quadro di una riorganizzazione dell'esercito.

## Caratteristiche
Il reparto, costituito originariamente con elementi provenienti da vari reparti di fanteria leggera, fra cui la contestualmente disciolta legione reale piemontese, si rifaceva alla legione truppe leggere e andava ad affiancarsi, nel servizio sul confine, al corpo dei preposti doganali di ispirazione francese, che i governanti sabaudi avevano preferito mantenere in quanto più efficiente del sistema in vigore in Piemonte.